# Flying (UFO)
Flying noto anche come Ufo 2 è il secondo album in studio del gruppo musicale britannico UFO, pubblicato nel 1971.

## Stile musicale
Questo album presenta linee più sperimentali e dirette sul cosiddetto sottogenere sperimentale dello space rock in confronto al precedente, aggiungendo sempre una buona dose di metal e hard rock.

## Tracce
1. Silver Bird – 6:53
2. Star Storm – 18:53
3. Prince Kajuku – 3:55
4. The Coming of Prince Kajuku – 3:43
5. Flying – 26:30

## Formazione
- Phil Mogg - voce
- Mick Bolton - chitarra
- Pete Way - basso
- Andy Parker - batteria